# Javier Urruticoechea
Francisco Javier González Urruticoechea (San Sebastian, 17 februari 1952 – Barcelona, 24 mei 2001), voetbalnaam Urruti, was een Spaans profvoetballer. Hij speelde als doelman.

## Clubvoetbal
Urruti speelde in zijn jeugd vooral op het strand, maar uiteindelijk ging hij toch bij een club spelen, Lengokoak. De Bask werd opgemerkt door de scouts van Real Sociedad en in 1971 debuteerde Urruti op 19-jarige leeftijd als doelman bij Real Sociedad. Hij kreeg uiteindelijk maar weinig speelkansen bij La Real en Urruti vertrok daarom in 1977 naar RCD Espanyol. In zijn vier seizoenen bij deze club keepte hij uitstekend en in 1981 wordt Urruti gecontracteerd door FC Barcelona. Als keeper van FC Barcelona werd Urruti gekenmerkt door zijn vechtlust. Ook was hij een uitstekende penaltykiller. Zijn eerste seizoen was een succes en FC Barcelona won de Europa Cup II door in de finale met 2-1 te winnen van Standard Luik. In het eigen Camp Nou zagen de culés niet alleen hoe Allan Simonsen en Quini scoorden, maar ook hoe Urruti in de tachtigste minuut een uitstekende redding maakte en zo een tegendoelpunt voorkwam. Een jaar later, in 1983, won FC Barcelona ook de Copa del Rey. In het seizoen 1983/1984 werd de landstitel op de slotdag verspeeld toen FC Barcelona met 3-1 verloor uit bij Sevilla FC. Desondanks ontving Urruti de Trofeo Zamora voor minst gepasseerde doelman in de Primera División nadat hij in 33 wedstrijden slechts 25 doelpunten tegen kreeg. Een jaar later wonnen de Catalanen met een opnieuw uitblinkende Urruti wel de landstitel. Hierdoor plaatste FC Barcelona zich voor de Europa Cup I, waarin de finale werd gehaald. De wedstrijd tegen Steaua Boekarest eindigde in een doelpuntloos gelijkspel, waardoor strafschoppen de beslissing moesten brengen. Urruti stopte drie penalty’s, maar door vijf missers van de blaugranas werd de finale alsnog verloren. Na de komst van Johan Cruijff in 1988 kreeg Andoni Zubizarreta de voorkeur als eerste doelman en in december 1988 besloot Urruti daarom om op 36-jarige leeftijd zijn loopbaan als profvoetballer te beëindigen.

## Nationaal elftal
Urruti behoorde driemaal tot Spaanse selectie voor een WK (1978, 1982, 1986) en eenmaal voor een EK (1982), maar speelde geen enkel duel op een internationaal toernooi. In totaal kwam de Bask tot slechts vijf interlands, aangezien hij meestal genoegen moest nemen met een reserverol achter eerst Luis Arconada en later Zubizarreta.
Urruti bleef na zijn loopbaan als profvoetballer in Barcelona wonen en was werkzaam als ondernemer en keeperstrainer bij FC Barcelona. Op 24 mei 2001 kwam de Bask bij een auto-ongeluk om het leven toen hij nabij Barcelona met grote snelheid de vangrail raakte.
1 Arconada ·
2 De la Cruz ·
3 Uría ·
4 Asensi ·
5 Migueli ·
6 Biosca ·
7 Dani ·
8 Juanito · 
9 Quini ·
10 Santillana ·
11 Cardeñosa ·
12 Guzmán ·
13 Miguel Ángel ·
14 Leal ·
15 Marañón ·
16 Olmo ·
17 Marcelino ·
18 Pirri  ·
19 Rexach ·
20 Cano ·
21 San José ·
22 Urruti ·
Coach: Kubala
1 Arconada ·
2 Alexanco ·
3 Migueli ·
4 José Diego ·
5 Uría ·
6 Asensi  ·
7 Dani ·
8 Cardeñosa · 
9 Carrasco ·
10 Quini ·
11 Del Bosque ·
12 Juanito ·
13 Urruti ·
14 Gordillo ·
15 Olmo ·
16 Santillana ·
17 Satrústegui ·
18 Saura ·
19 Cundi ·
20 Tendillo ·
21 Zamora ·
22 Artola ·
Coach: Kubala
1 Arconada  ·
2 Camacho ·
3 Gordillo ·
4 Alonso ·
5 Tendillo ·
6 Alexanco ·
7 Juanito ·
8 Joaquín · 
9 Satrústegui ·
10 Zamora ·
11 López Ufarte ·
12 Urquiaga ·
13 Jiménez ·
14 Maceda ·
15 Saura ·
16 Sánchez ·
17 Gallego ·
18 Uralde ·
19 Santillana ·
20 Quini ·
21 Urruti ·
22 Miguel Ángel ·
Coach: Santamaría
1 Zubizarreta ·
2 Tomás ·
2 Camacho  ·
4 Maceda ·
5 Víctor Muñoz ·
6 Gordillo ·
7 Señor ·
8 Goikoetxea · 
9 Butragueño ·
10 Carrasco ·
11 Julio Alberto ·
12 Setién ·
13 Urruti ·
14 Gallego ·
15 Chendo ·
16 Rincón ·
17 Francisco ·
18 Calderé ·
19 Salinas ·
20 Eloy ·
21 Míchel ·
22 Ablanedo ·
Coach: Miguel Muñoz